# 理查德伊斯特斯龍屬
理查德伊斯特斯龍屬（學名：Richardoestesia），是獸腳亞目的一屬中等恐龍，生存於上白堊紀的北美洲。

## 化石及分類
牠的化石包括了一對齒骨及大量的個別牙齒，都是發現於省立恐龍公園。齒骨修長；齒骨的側面有明顯的凹溝，類似始祖鳥、傷齒龍科及某些馳龍科。牙齒小，有細微的鋸齒邊緣。在馬蹄峽谷組及Scollard地層都有發現牠的牙齒，而在蘭斯組亦極為常見，上述地層都是白堊紀晚期的地層。近爪牙龍的牙齒有可能其實是屬於理查德伊斯特斯龍的。
有理論認為理查德伊斯特斯龍是以魚類為食的，就像是鷺一樣。由於只有少量的資料，牠的演化與分類關係並不清楚。而牠的屬名是為紀念學者理查德·伊斯特斯（Richard Estes）而取的，他曾對上白堊紀的小型脊椎動物研究有極大貢獻。

## 命名混淆
科學家在描述理查德伊斯特斯龍時，有時會使用「Ricardoestesia」這個拼法。喬治·奧利舍夫斯基（George Olshevsky）曾於1991年一度想修正現有有「h」的拼法，但不幸的是他本人也不其然的使用了現有的拼法。而根據國際動物命名法規，他作為第一校訂者而令現有的拼法成為官方學名。後來，原有的學者亦使用了現今的拼法。

## 外部連結
- 提及理查德伊斯特斯龍的誤拼 （页面存档备份，存于）
- Ricardoestesia對Richardoestesia的討論 （页面存档备份，存于）